# Sonam Wangdu
Sonam Wangdu (tibétain བསོད་ནམས་དབང་འདུས།, Wylie : bsod nams dbang 'dus), aussi appelé Dzasak Khemey et Dzasa Kunsangtse (1901 à Lhassa - 1972), est un diplomate et un écrivain tibétain.

## Biographie
Il est le fils de Surkhang Sonam Wangchen et de Namgyal Dolma, et a eu 2 frères : Samdup Tseten (Surkhang Wangchen Tseten, ministre des affaires étrangères) et Pema Wangchen. Son père est mort quelques mois après sa naissance, d'une crise cardiaque.
Avec Khènrab Tènzin et Tsédroung Lobsang, il fut membre de la mission menée dans l'Amdo par Kwetsang Rinpoché qui devait découvrir le futur 14e dalaï-lama.
Avec Dzasak Thupten Samphel, il fut l'un des émissaires, auxquels se joignit en tant qu’interprète Rinchen Sadutshang, missionné par le gouvernement du Tibet pour féliciter les alliés après la seconde Guerre mondiale, en Inde et en Chine où il se rendit en 1946.
Envoyé de Yatung à Pékin avec Lhawutara Thubten Tenthar, il fut l'un des délégués tibétains qui signa sous la contrainte l'accord en 17 points.
Il fut membre du Comité préparatoire à l'établissement de la région autonome du Tibet, un poste qu'il perdit par décision de l’État chinois qui le considéra comme un traitre à la suite de sa fuite en 1959.
Il réussit à s’enfuir en exil en 1959 en Inde.

## Ouvrage
- The Discovery of the 14th Dalai Lama, Klett Thai Publications, 1975